# Crowfield (Suffolk)
Crowfield – wieś w Anglii, w hrabstwie Suffolk, w dystrykcie Mid Suffolk. Leży 14 km na północ od miasta Ipswich i 115 km na północny wschód od Londynu.